# Strange Spécial Origines
Strange Spécial Origines est un magazine français publiant des bandes dessinées américaines, diffusé de janvier 1981 à octobre 1996 par les éditions Lug (devenues Semic en 1989).

## Historique éditorial
Publication sœur du magazine mensuel Strange, Strange Spécial Origines est spécialisée dans les origines des super-héros de l’univers Marvel. La publication est trimestrielle pendant 14 ans, portant le numéro bis de sa revue-mère publiée le même mois — le premier numéro est le 133 bis —, jusqu'à avril 1995 où elle devient bimestrielle et poursuit dès lors sa numérotation de manière indépendante — 304 bis, 305 bis, etc.
En octobre 1996, le titre est raccourci en Strange Origines. Le logo est modifié et la périodicité redevient trimestrielle mais, Marvel Comics mettant fin à son contrat avec l'éditeur, le no 314 bis (qui devait proposer le one shot Deathtrap: The Vault, resté donc inédit) ne verra jamais le jour.
À ses débuts, la revue est vendue 5 F puis le prix augmente progressivement, jusqu'à atteindre 22 F à partir de 1995.
Après une légère évolution de la maquette, la couverture se voyant dotée d'un cadre à partir du no 226 bis d'octobre 1988, la revue change de logo en octobre 1990 (no 250 bis), date à partir de laquelle le cadre vire définitivement au noir. Un dernier changement s'opère avec la disparition du dessin de la tête de Stan Lee sur la couverture à partir du no 298 bis (octobre 1994).

## Contenu
Le but de Strange Spécial Origines est de présenter les origines des personnages Marvel, en rééditant les épisodes de leur première apparition, mais aussi d’illustrer leur évolution en proposant un épisode plus récent. Ainsi, le premier numéro de la revue contient non seulement le premier épisode de The Incredible Hulk (paru en mai 1962), mais aussi son 118e épisode (paru en août 1969).
En complément de ces épisodes historiques, Strange Spécial Origines présente des couvertures originales américaines, des pin-ups (illustrations pleine page) des personnages, et quatre fiches détachables détaillant l'histoire d’autant de personnages Marvel. À partir du no 181 bis de janvier 1985, ces fiches détachables sont remplacées par des pages entières, traduites de l'encyclopédie The Official Handbook of the Marvel Universe sous le titre « Marvel de A à Z ». Après l'arrêt de la revue, cette traduction demeurera incomplète, les 14 dernières biographies restant inédites en français.
En 1991, le magazine commence à publier du matériel inédit récent, tel que le one shot Spider-Man vs. Wolverine, les mini-séries Human Torch et Starjammers (la dernière année, on retiendra Spider-Man: Funeral for an Octopus), ou encore des extraits d’Annuals, des séries Unlimited et d'autres numéros spéciaux marquant l'anniversaire des personnages (30 ans de Spider-Man, etc.). Le no 305 bis de juin 1995 marque également l'arrivée d'épisodes de la série uchronique What if…? en fin de programme.
La revue comptera au total 67 numéros.